# Cavo del Douglas

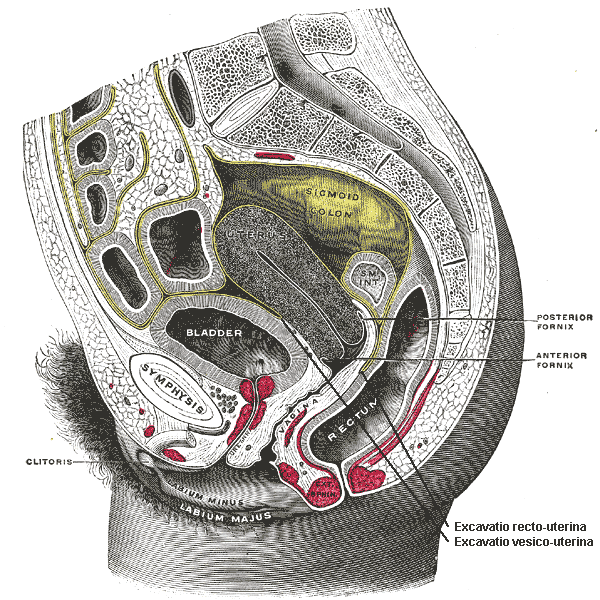
Sezione sagittale della parte inferiore di un tronco femminile, segmento destro (si noti il cavo retto-uterino in basso a destra)

Il cavo (o recesso, o scavo, o spazio) del Douglas (o retto-utero-vaginale, o retto-vaginale o retto-uterino), detto anche recesso di Ehrhardt-Cole, è l'estensione della cavità peritoneale tra il retto e la parete posteriore dell'utero nel corpo umano femminile. 
Nel maschio il peritoneo si riflette invece tra la vescica e il retto e prende il nome di cavo retto-vescicale.
Nelle femmine è il punto più profondo della cavità peritoneale, ed è posto posteriormente all'utero e anteriormente al retto. Questo spazio si trova in prossimità del fornice posteriore della vagina.

## Etimologia
Lo spazio prende il nome dal medico e anatomista scozzese James Douglas (1675-1742) che nel corso dei suoi studi ebbe modo di esplorare ampiamente questa regione del corpo femminile.
Altre tre strutture anatomiche sono molto vicine al cavo e similmente prendono lo stesso nome: la piega Douglas, la linea di Douglas e il setto Douglas.

## Patologia
Lo spazio rettouterino, nella femmina che giace in posizione supina, è il punto più declive della cavità addomino-pelvica, pertanto si tratta di un sito in cui tendono a raccogliersi fluidi ed essudati. Per tale motivo è un sito comune per la diffusione di diverse patologie, come ad esempio l'ascite, le raccolte ascessuali, le raccolte essudatizie (in particolare della parte bassa dell'addome, colon, retto, appendice), le endometriosi e altre patologie infiammatorie. 
Nella femmina ha un ruolo importante nella diagnostica di patologie annessiali, cioè delle ovaie.
Nella ecografia FAST una delle fondamentali scansioni ecografiche valutate a livello dell'addome è proprio inerente alla ricerca di versamento libero nello spazio retto-vescicale o di Douglas.

## Culdotomia
Il termine culdotomia sta a indicare una incisione o puntura di questo spazio o sfondato. Il termine è un nome composto derivante da "cul-de-(sac)" e -tomia.